# Justin Theroux
Pour les articles homonymes, voir Théroux.
Justin Theroux /ˈd͡ʒʌstɪn θəˈroʊ/, né le 10 août 1971 à Washington D.C., est un acteur, réalisateur, scénariste et producteur de cinéma américain.

## Biographie
Il fait partie intégrante de la série Washington Police ; cette dernière s'est arrêtée en 2004.
Il apparaît à la télévision en guest star dans plusieurs séries célèbres : Spin City, Ally McBeal, Sex and the City, Alias et Six pieds sous terre.
Au cinéma, il a joué dans les films : Seule face au danger, Romy et Michelle, 10 ans après, Le Club des cœurs brisés, Zoolander et Un duplex pour trois.
Il incarne aussi le personnage de Timothy Bryce dans l'adaptation cinématographique du American Psycho de Bret Easton Ellis. 
Le réalisateur David Lynch l'engage pour jouer le rôle du réalisateur manipulé dans Mulholland Drive en 2001, puis pour Inland Empire en 2007.
Theroux a également pu être remarqué pour son rôle du vil Seamus O'Grady dans Charlie's Angels : Les Anges se déchaînent !, en 2003. Il apparaît la même année en personnage principal du clip d'Hysteria, chanson du groupe Muse.  
En 2006, il joue le rôle de l’inspecteur Larry Zito dans Miami Vice : Deux flics à Miami de Michael Mann. 
En 2008, il produit et coécrit le scénario de Tonnerre sous les Tropiques avec le réalisateur Ben Stiller. 
En 2009, il joue Justin Anderson (en) dans la série Parks and Recreation.
De 2014 à 2017, il incarne le rôle de Kevin Garvey, personnage principal de la série The Leftovers produite par la chaîne américaine HBO.
En 2016, il donne la réplique à Emily Blunt dans La Fille du train, adapté du best-seller de Paula Hawkins.
En 2021, il interprète le brillant inventeur et idéaliste Allie Fox dans la série télévisée Apple TV+ The Mosquito Coast, une adaptation télévisée du roman du même nom de 1981 écrit par Paul Theroux, son oncle. Theroux a également été producteur exécutif de la série.

## Vie privée
Descendant d'Andrew Morris et H. B. Hollins (en), il nait au sein d'une famille d'écrivains, de poètes ou de journalistes. Il est notamment le neveu de Paul Theroux et le cousin de Louis Theroux. De mai 2011 à février 2018, Justin Theroux est en couple avec Jennifer Aniston, rencontrée sur le tournage de Peace, Love et plus si affinités (Wanderlust), avec laquelle il a acheté une maison à Los Angeles, dans le quartier de Bel-Air. Ils se fiancent en août 2012. Ils se marient le 5 août 2015 dans leur propriété de Bel Air, à Los Angeles. En février 2018, Aniston et Theroux annoncent leur divorce après deux ans et demi de mariage et près de sept ans de vie commune.

## Filmographie

### Acteur

#### Années 1990
- 1996 : I Shot Andy Warhol de Mary Harron : Mark
- 1997 : Dream House d'Adam Amdur : Mark Brooks
- 1997 : Seule face au danger (Below Utopia) de Kurt Voss : Daniel Beckett
- 1997 : Romy et Michelle, 10 ans après (Romy and Michele's High School Reunion) de David Mirkin : Cowboy
- 1998 : Frogs for Snakes d'Amos Poe : Flav Santana
- 1998 : Dead Broke d'Edward Vilga : Jameso

#### Années 2000
- 2000 : American Psycho de Mary Harron : Timothy Bryce
- 2000 : Le Club des cœurs brisés (The Broken Hearts club : A Romantic Comedy) de Greg Berlanti : Marshall
- 2001 : The Sleepy Time Gal de Christopher Munch : le petit ami de Rebecca
- 2001 : Mulholland Drive de David Lynch : Adam Kesher
- 2001 : Zoolander de Ben Stiller : Evil DJ
- 2003 : Charlie's Angels : Les Anges se déchaînent ! (Charlie's Angels: Full Throttle) de McG : Seamus O'Grady
- 2003 : Un duplex pour trois (Duplex) de Danny DeVito : Coop
- 2003 : Happy End (Nowhere to Go But Up) d'Amos Kollek : Jack
- 2005 : Strangers with Candy de Paul Dinello : Carlo Honklin
- 2005 : The Baxter de Michael Showalter : Bradley Lake
- 2006 : La Légende de Lucy Keyes (The Legend of Lucy Keyes) de John Stimpson : Guy Cooley
- 2006 : Return to Rajapur de Nanda Anand : Jeremy Reardon
- 2006 : Miami Vice : Deux flics à Miami (Miami Vice) de Michael Mann : Inspecteur Larry Zito
- 2006 : Inland Empire de David Lynch : Devon Berk / Billy Side
- 2007 : Broken English de Zoe Cassavetes : Nick Gable
- 2007 : The Ten de David Wain : Jesus H. Christ

#### Années 2010
- 2011 : Votre Majesté (Your Highness) de David Gordon Green : Leezar
- 2012 : Peace, Love et plus si affinités (Wanderlust) de David Wain : Seth
- 2016 : Zoolander 2 de Ben Stiller : Evil DJ
- 2016 : La Fille du train de Tate Taylor : Tom Watson
- 2017 : Star Wars, épisode VIII : Les Derniers Jedi (Star Wars: Episode VIII – The Last Jedi) de Rian Johnson : Master Codebreaker
- 2018 : Mute de Duncan Jones : Duck Teddington
- 2018 : L'Espion qui m'a larguée (The Spy Who Dumped Me) de Susanna Fogel : Drew Thayer
- 2018 : Une femme d'exception (On the Basis of Sex) de Mimi Leder : Mel Wulf
- 2019 : Joker de Todd Phillips : Un invité de Live With Murray Franklin[3] (caméo)

#### Années 2020
- 2020 : False Positive de John Lee (en)
- 2021 : Violet de Justine Bateman : The Voice (voix)
- 2024 : Beetlejuice Beetlejuice de Tim Burton :  Rory, le fiancé et manager de Lydia et beau-père d’Astrid

#### Télévision
- 1995 : Central Park West (série TV, saison 1, épisode 1) : Gary Andrews
- 1998 : Sex and the City (série télévisée, saison 1, épisode 7) : Jeremy
- 1998 : New York Undercover (série télévisée, saison 4, épisodes 4, 5 et 10) : Frankie Stone
- 1998 : Ally McBeal (série télévisée, saison 2, épisode 8) : Raymond Brown
- 1998 : Spin City (série télévisée, saison 3, épisode 11) : Pete
- 1999 : Sex and the City (série télévisée, saison 2, épisode 15) : Vaughn Wysel
- 1999 : Illégitime défense (Sirens) (téléfilm) de John Sacret Young : Officier David Bontemp
- 2000-2001 : Washington Police (série télévisée)
- 2003 : Alias (série télévisée, saison 3, épisodes 4 et 5) : Simon Walker
- 2003-2004 : Six Feet Under (Six Feet Under) (série télévisée, 8 épisodes) : Joe
- 2005 : Confessions of a Dog (téléfilm) de Chris Koch
- 2008 : John Adams (mini-série) : John Hancock
- 2010 : Parks and Recreation (série télévisée, saison 2, épisodes 13 à 16) : Justin Anderson
- 2011 : Documental (téléfilm) de Justin Theroux : Jan Jurgen
- 2014 - 2017 : The Leftovers (série télévisée) : Kevin Garvey (rôle principal)
- 2018 : Maniac (mini-série) : Dr. James K. Mantleray
- 2021 - 2023  : The Mosquito Coast (série télévisée) : Allie Fox (rôle principal)
- 2023 : White House Plumbers (mini-série) : Gordon Liddy (rôle principal)

#### Clip
- 2003 : Hysteria de Muse : personnage principal

### Doublage
- 2009 : Call of Duty: Modern Warfare 2 (jeu vidéo) : voix additionnelle
- 2010 : Megamind de Tom McGrath : le père de Megamind
- 2017 : Ninjago (The Lego Ninjago Movie) : Garmadon
- 2019 : La Belle et le Clochard (Lady and the Tramp) de Charlie Bean : Clochard (Tramp en VO)

### Réalisateur
- 2007 : Dedication
- 2011 : Documental (téléfilm)

### Scénariste
- 2008 : Tonnerre sous les tropiques (Tropic Thunder) de Ben Stiller
- 2010 : Iron Man 2 de Jon Favreau
- 2012 : Rock Forever d'Adam Shankman
- 2016 : Zoolander 2 (Zoolander No. 2) de Ben Stiller

## Voix francophones
En France, Justin Theroux est régulièrement doublé par Jérôme Pauwels. Pierre-François Pistorio, Laurent Natrella et Boris Rehlinger l'ont également doublé à deux occasions.
Au Québec, Marc-André Bélanger est la voix régulière de l'acteur. 
En France
| - Jérôme Pauwels dans : - Parks and Recreation (série télévisée) - The Leftovers (série télévisée) - Zoolander 2 - Mute - Maniac (série télévisée) - Une femme d'exception - Pierre-François Pistorio dans : - American Psycho - L'Espion qui m'a larguée - Laurent Natrella dans : - Mulholland Drive - Inland Empire - Constantin Pappas dans (les séries télévisées) : - Six Feet Under - White House Plumbers - Boris Rehlinger dans : - Peace, Love et plus si affinités - La Belle et le Clochard (voix) | - Thibaut Lacour dans : - The Mosquito Coast (série télévisée) - Beetlejuice Beetlejuice Et aussi - Xavier Béja dans Sirens (téléfilm) - Bernard Lanneau dans Alias (série télévisée) - Pascal Germain dans Ally McBeal (série télévisée) - Bertrand Liebert dans Washington Police (série télévisée) - Marc Saez dans Charlie's Angels : Les Anges se déchaînent ! - Philippe Vincent dans Un duplex pour trois - Axel Kiener dans John Adams (série télévisée) - Yann Guillemot dans Megamind (voix) - Erwin Grünspan (*1973 - 2021) dans Votre Majesté - Pierre Margot dans La Fille du train - Serge Faliu dans Star Wars, épisode VIII : Les Derniers Jedi - Jérémie Covillault dans Lego Ninjago, le film (voix) - Darko Bozovic dans Bumblebee (voix) - Jérémy Prévost dans False Positive - Alexis Victor dans La Meneuse (série télévisée) |

Au Québec
| - Marc-André Bélanger dans : - Duplex - Le Bon Perdant - Deux flics à Miami - La Fille du train - Lego Ninjago, le film (voix) - L'Espion qui m'a filmée - Bumblebee (voix) - Une femme d'exception - Faux positif | et aussi - Sylvain Hétu dans Romy et Michelle, 10 ans après - Carl Béchard dans Son Altesse |